# Eckhard Böttger
Eckhard Böttger (* 7. Juli 1954 in Klingmühl; † 25. November 2010) war ein deutscher Maler, Grafiker und Plastiker.

## Leben und Werk
Böttger war der Sohn eines Braunkohle-Bergmanns. Er absolvierte von 1970 bis 1974 eine Lehre als Porzellanmaler an der Staatlichen Porzellanmanufaktur Meißen. Danach arbeitete er in seinem Beruf und leistete Militärdienst bei der NVA. Von 1979 bis 1984 studierte er bei Jutta Damme und Bruno Konrad an der Hochschule für Bildende Künste Dresden. Nach dem Diplomabschluss war er als freischaffender Künstler in Meißen und ab 1985 in Finsterwalde tätig, zuletzt in seinem eigenen Haus in der Dresdner Straße 126.
Böttger betätigte sich als Maler, Grafiker, Zeichner, Plastiker und Keramiker. Sein Werk reicht von der expressiven Ölmalerei bis zur archaischen Metallskulptur. Er gilt als einer der bedeutendsten zeitgenössischen Maler der Lausitz.
Böttger war von 1984 bis 1990 Mitglied des Verband Bildender Künstler der DDR. Er erhielt in der DDR u. a. im Zusammenhang mit der bildkünstlerischen Ausgestaltung der Jugendhochschule Wilhelm Pieck Aufträge für mehrere Bilder.
1997 erhielt ein Stipendium des Ministeriums für Wissenschaft, Forschung und Kultur des Landes Brandenburg.
Böttger hatte eine große Zahl von Einzelausstellungen und Ausstellungsbeteiligungen. Bilder Böttgers finden sich u. a. in der Kunstsammlung Lausitz in Senftenberg und im Kunstarchiv Beeskow. Im Kupferstichkabinett Dresden befindet sich seine Collage Winterhaus (Pinsel in Tusche und farbige Kreide, 97,5 × 67,7 cm, 2006).
Böttger war verheiratet mit Monika Böttger. Ihre Söhne Theo (* 1975) und Martin (* 1982) sind gleichfalls bildende Künstler. Er war befreundet u. a. mit Bernd-Dieter Hüge, Gerhart Lampa und Herbert Schirmer, der auch die Trauerrede für Böttger hielt.
Er starb an der unheilbaren Krankheit Amyotrophe Lateralsklerose und wurde in Finsterwalde auf dem Friedhof in der Sonnewalder Straße beigesetzt.

## Ehrungen
- 1986: Artur-Becker-Medaille
- 2010: Kunst-Förder-Preis des Kunst- und Fördervereins Cottbus